# Jørgen-Frantz Jacobsen
Jørgen-Frantz Jacobsen (ur. 29 listopada 1900, zm. 24 marca 1938) – farerski i duński pisarz i poeta, dziennikarz prasy w Kopenhadze. Autor napisanej w języku duńskim niedokończonej, historyczno-obyczajowej powieści romantycznej Barbara (1939), opowiadającej o życiu na Wyspach Owczych w XVIII wieku. Książka została przetłumaczona na wiele języków i doczekała się dwóch ekranizacji.